# Emile Eicher

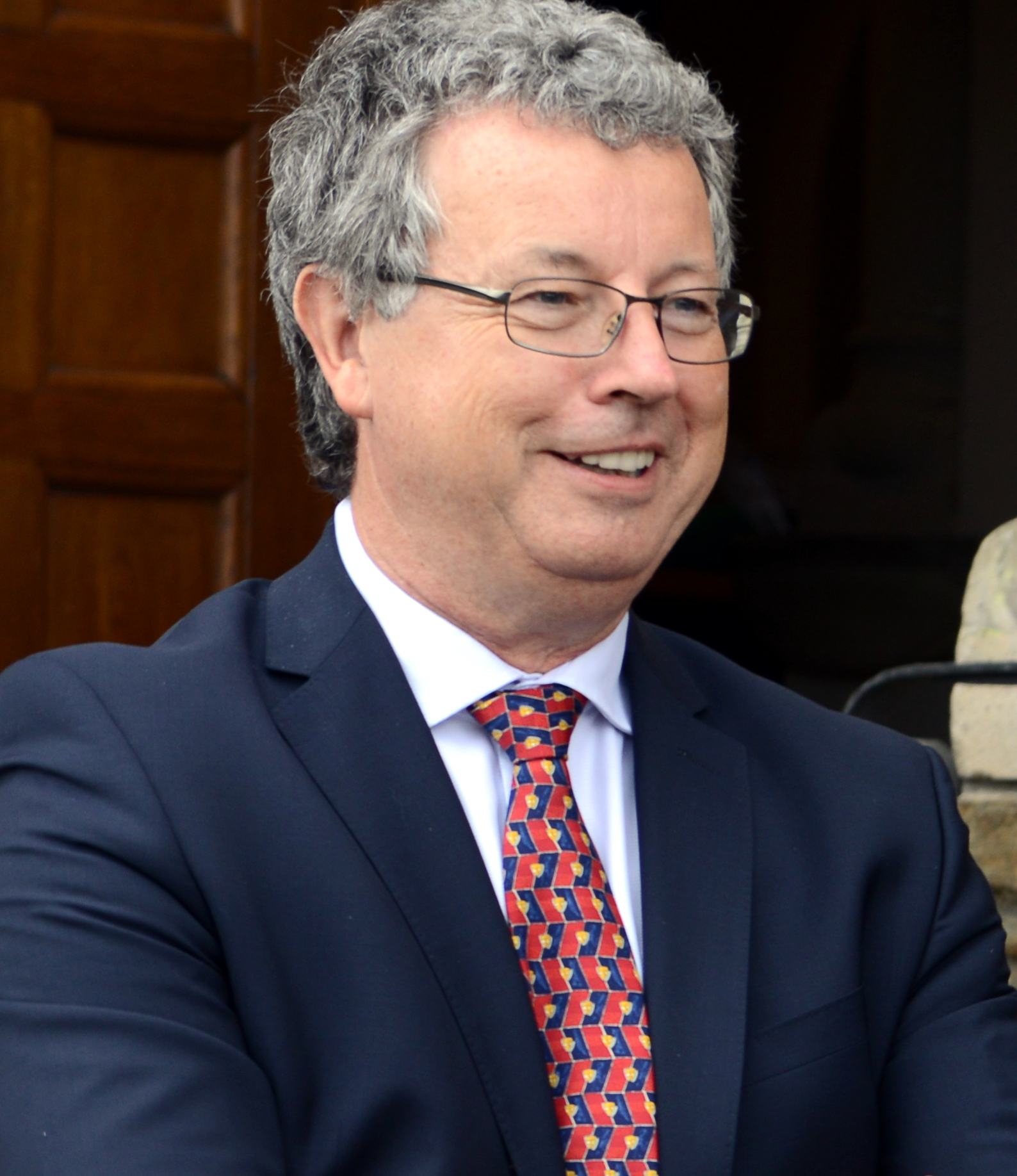
Emile Eicher (2014)

Emile Eicher (* 30. Juni 1955 in Clerf, Kanton Clerf) ist ein luxemburgischer Politiker der Chrëschtlech-Sozial Vollekspartei (CSV), der seit 2009 Mitglied der Abgeordnetenkammer ist.

## Leben
Emile Eicher absolvierte ein Studium der Wirtschaftswissenschaften an der Universität Freiburg, welches er 1982 abschloss, und nahm daraufhin eine berufliche Tätigkeit als Unternehmensberater auf. Er begann seine politische Laufbahn für die Christlich-Soziale Volkspartei CSV (Chrëschtlech-Sozial Vollekspartei) in der Kommunalpolitik und war zwischen dem 1. Januar 1994 und dem 5. Dezember 2011 Bürgermeister von Munshausen, einer Ortschaft mit 241 Einwohnern in der Gemeinde Clerf. Er ist seit dem 1. Januar 2000 Mitglied des Kongresses der Gemeinden und Regionen des Europarates und zugleich Präsident des Interkommunalen Förderverbandes für den Kanton Clerf (Syndicat intercommunal pour la promotion du canton de Clervaux) sowie seit Juni 2005 Präsident der Organisation für den Naturpark Our.
Bei der Kammerwahlen am 7. Juni 2009 wurde er für die CSV erstmals zum Mitglied der Abgeordnetenkammer (Chamber) gewählt und bei den Kammerwahlen am 20. Oktober 2013 und am 14. Oktober 2018 im Wahlbezirk Nord jeweils wiedergewählt. Während seiner Parlamentszugehörigkeit war er Mitglied zahlreicher Ausschüsse und unter anderem zwischen dem 5. Dezember 2013 und dem 30. Oktober 2018 Vize-Vorsitzender des Ausschusses für Landwirtschaft, Weinbau, ländliche Entwicklung und Verbraucherschutz (Commission de l’Agriculture, de la Viticulture, du Développement rural et de la Protection des consommateurs). Seit 2009 ist er außerdem Mitglied der Parlamentarischen Versammlung der OSZE.
Er ist zudem seit dem 6. Dezember 2011 Bürgermeister von Clerf, einer fusionierten Gemeinde mit 6000 Einwohnern und Hauptort des gleichnamigen Kantons Clerf, und seit dem 7. Mai 2012 Präsident des Interkommunalen Interessenverbandes SYVICOL (Syndicat des villes et communes luxembourgeoises). Für seine Verdienste wurde er 2014 Offizier des Verdienstordens des Großherzogtums Luxemburg.
In der aktuellen Wahlperiode (2018 bis 2023) ist Eicher seit dem 6. Dezember 2018 Mitglied des Rechnungsprüfungsausschusses (Commission des Comptes), des Ausschusses für Inneres und Gleichstellung von Frauen und Männern (Commission des Affaires intérieures et de l’Egalité entre les femmes et les hommes), des Ausschusses für Landwirtschaft, Weinbau und ländliche Entwicklung (Commission de l'Agriculture, de la Viticulture et du Développement rural) und des Ausschusses für alle Ausschüsse (Commission „Toutes les Commissions Parlementaires“). Ferner ist er seit dem 11. Januar 2022 Mitglied des Ausschusses für den Mittelstand (Commission des Classes moyennes et du Tourisme), seit dem 8. Februar 2022 Mitglied des Kulturausschusses (Commission de la Culture) sowie seit dem 11. Oktober 2022 auch noch Mitglied des Ausschusses für auswärtige und europäische Angelegenheiten, Zusammenarbeit, Einwanderung und Asyl (Commission des Affaires étrangères et européennes, de la Coopération, de l’Immigration et de l’Asile).